# Хамат-Гадер

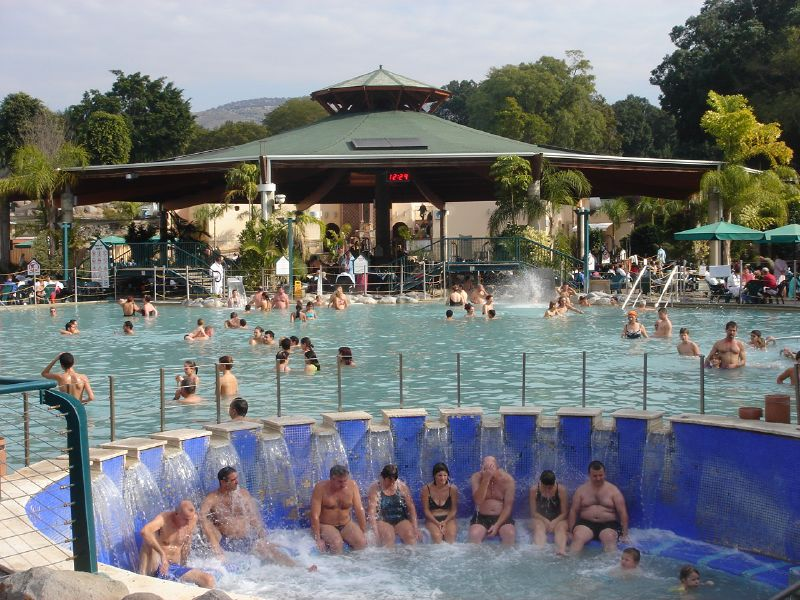
Гарячі джерела в Хамат-Ґадері

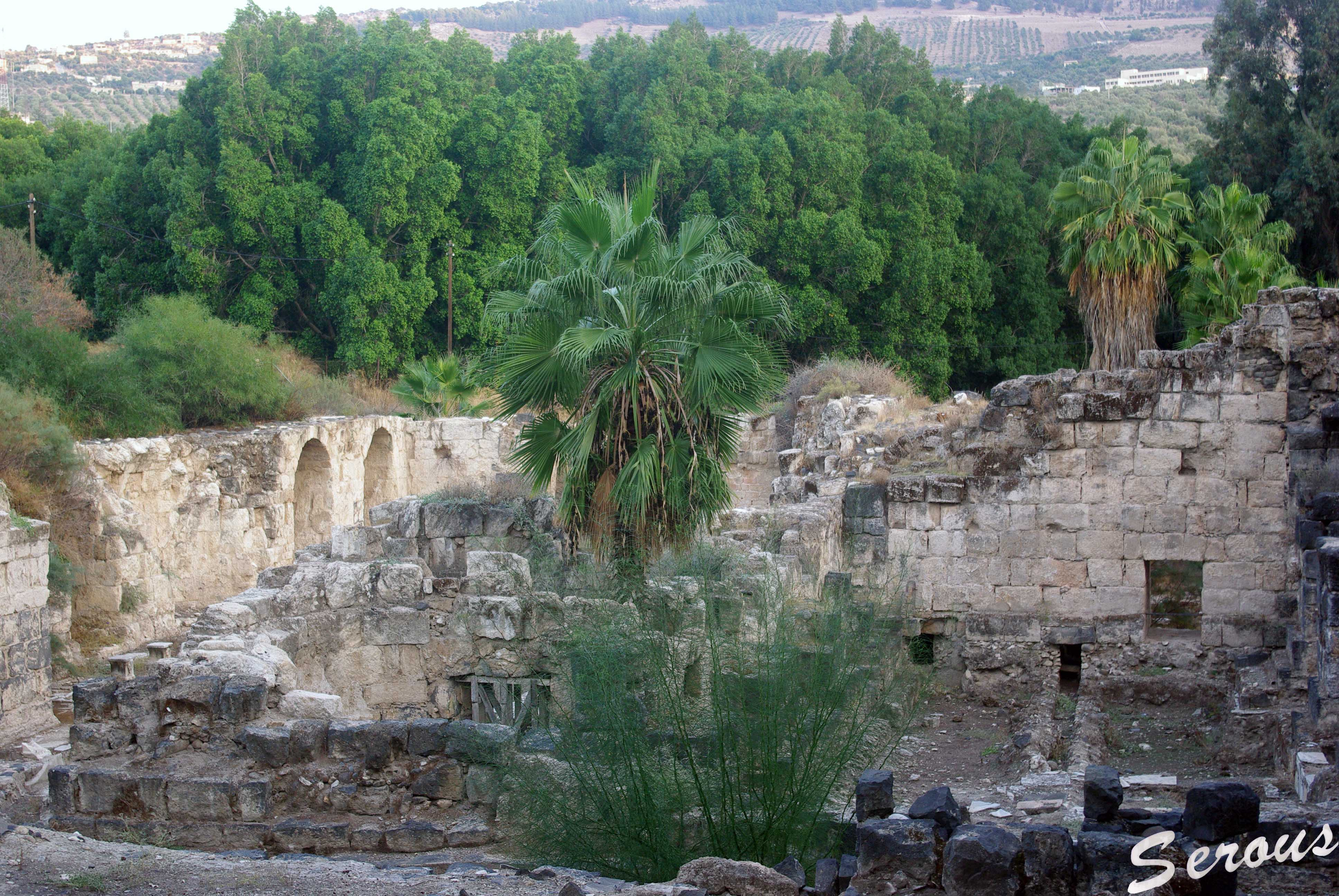
Руїни купалень Хамат-Ґадера

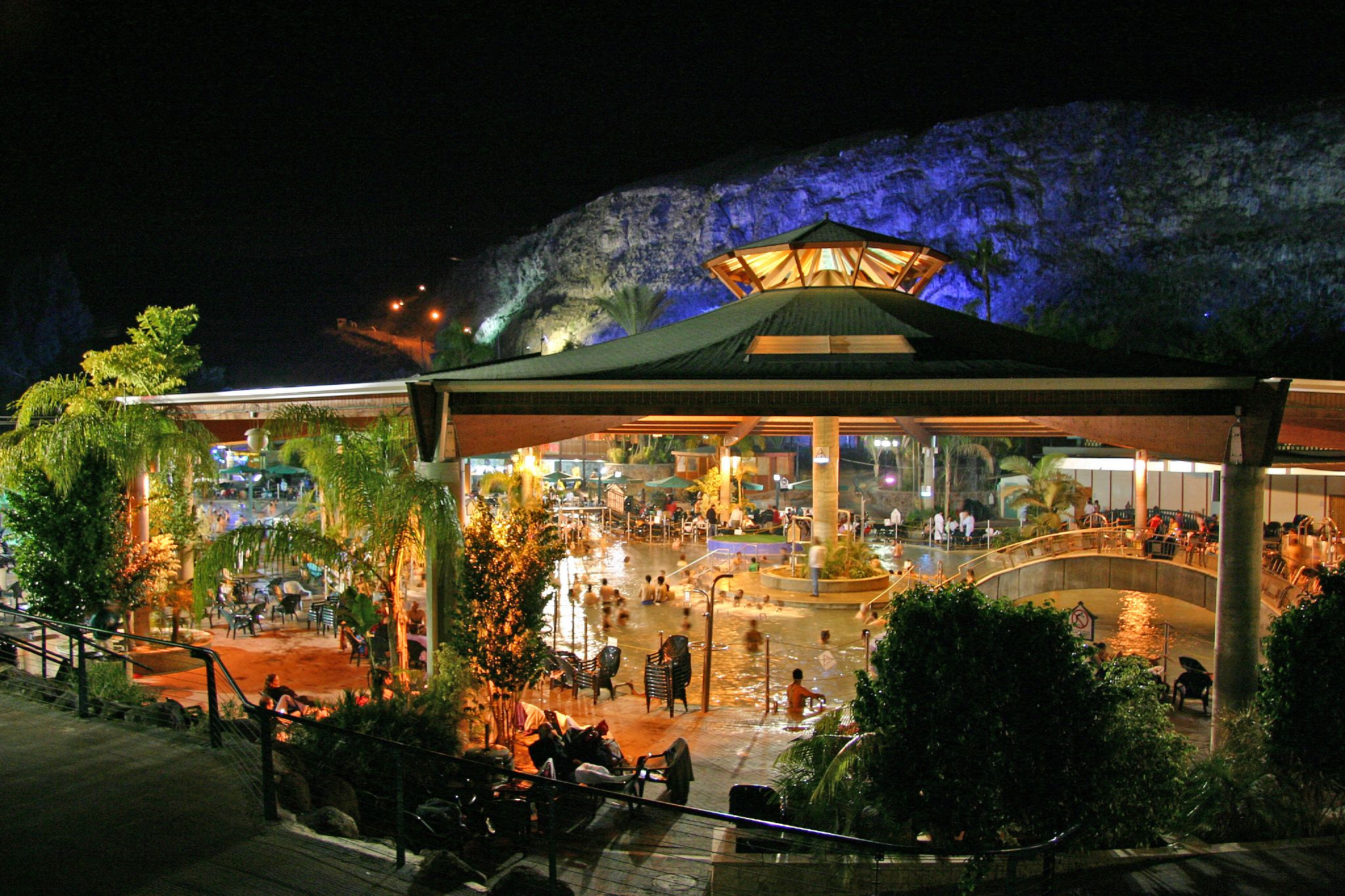
Надвечір'я у Хамат-Ґадері

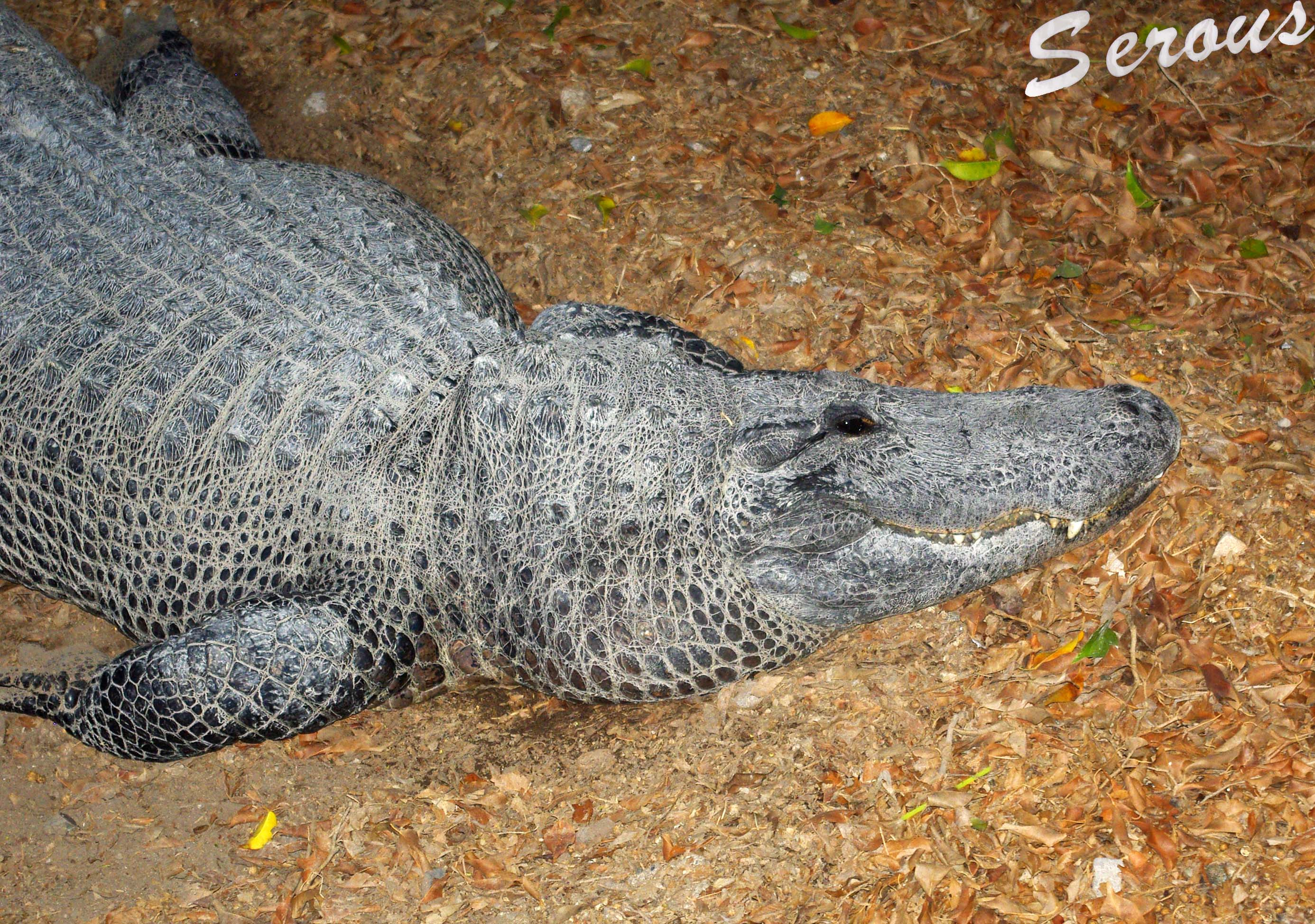
Гребінчастий крокодил на фермі в Хамат-Ґадері

Хама́т-Ґаде́р (івр. חַמַּת גָּדֵר «гарячі джерела Гадера») — урочище в долині річки Ярмук біля південного підніжжя плато Голан (на південний схід від озера Кінерет) у прикордонні Ізраїлю та Йорданії. 
Назва пов'язана з наявністю п'яти гарячих джерел (42°C), що мають цілющі властивості завдяки великій концентрації мінеральних солей, а також близькістю до стародавнього міста Ґадер (Ґадара), у межах якого Хамат-Ґадер розташовувався у період Мішни та Талмуду. Упорядник Мішни Єгуда га-Насі та його учні приходили сюди здійснювати ритуальні омовіння.

## Давня історія
Хамат-Ґадер був добре відомий ще у добу Римської імперії. У ІІ столітті розпочалося будівництво лазень 10-м римським легіоном, розквартированим у Ґадері. Дотепер збереглися будівлі римсько-візантійського періоду та споруди  мусульманського періоду, коли були внесені основні зміни у будівлі. Деякі з будівель були пошкоджені в VII столітті й відновлені вже за Омеядів, що управляли з Дамаску. В IX столітті будівлі перестали використовувати, і до наших днів збереглися лише їхні мальовничі руїни.

## Сучасна історія
Від періоду арабського вторгнення район Хамат-Ґадер був у запустінні аж до кінця XIX століття, коли через нього пройшла ділянка Хіджазької залізниці й через річку Ярмук був перекинутий залізничний міст. 
Кордон між підмандатною Великій Британії Палестиною та підмандатною Франції Сирією був встановлений 1923 року, і Хамат-Ґадер увійшов до зони британського мандату. Фактично район Хамат-Ґадеру в цей час являв собою вузьку ділянку завдовжки 5 км, що, будучи належною підмандатній Британії Палестині, клином входила у сирійську територію, яка перебувала під французьким мандатом. 
1946 року міст через Ярмук було підірвано бійцями Палмаху в ході боротьби з британським режимом (т.зв. «Ніч мостів»). 
Після війни за незалежність Ізраїлю (1948) Хамат-Ґадер формально належав Ізраїлю, але був окупований сирійськими військами. За згодою сторін про припинення вогню 1949 року сирійські війська з Хамат-Ґадеру були виведені. Територія знову перейшла під юрисдикцію Ізраїля й була оголошена демілітаризованою зоною. Але в 1951 році йорданські війська вторглися до Хамат-Ґадеру й знову передали його Сирії. Сирійці в Хамат-Ґадері (який називали Ель-Хамма) збудували мечеть поблизу румовищ римських купалень й відкрили будинок відпочинку для офіцерів та високопосадовців.
Під час так званої 6-денної війни (1967) було встановлено ізраїльський контроль над Хамат-Ґадером, район передали до кібуцу Мево-Хамма (на віддалі 5 км на північний захід від Хамат-Ґадеру). 
Однак регіон не міг розвиватися через часті збройні сутички з йорданськими військами та загонами Організації визволення Палестини (ОВП). Після вересня 1970 року, з вигнанням ОВП з території Йорданії, в районі Хамат-Ґадера настав спокій й розпочалися роботи з його розвитку. 
Місцину почали розвивати як міжнародний туристичний центр і курорт з гарячими джерелами. Офіційно курорт було відкрито в 1977 році.

## Курорт
У ході археологічних розкопок у Хамат-Ґадері були виявлені руїни синагоги VI століття з чудовою мозаїковою підлогою (нині розміщена в будівлі Верховного суду в Єрусалимі). Було здійснено реставрацію мечеті та давніх римських лазень, обладнано новий комфортабельний комплекс купалень. 
Крім того, поруч з наново влаштованим курортно-туристичним комплексом кібуц Мево-Хамма спільно з іншими кібуцами-сусідами по Голанах відкрив ферму з розведення крокодилів. Продукція цієї та ще однієї крокодилячої ферми в долині річки Йордан, складає істотну частину світового експорту шкури крокодилів. 
Від 1977 року частина крокодилячої ферми і невеликий зоопарк були включені до туристичного комплексу Хамат-Ґадер.
У теперішній час допитливі відвідувачі можуть також оглянути рештки наступних історико-архітектурних споруд, що збереглися до наших днів:
- римський театр на 2 000 місць, зведений у 2-му ст. н.е.;
- румовища синагоги (6-е ст. н.е.).

Дістатися Хамат-Ґадеру можна на туристичному автобусі або автівкою. Сюди веде траса № 98, яка відгалужується від траси № 90.